# Ludvika församling
Ludvika församling är en församling i Västerbergslagens kontrakt i Västerås stift. Församlingen ligger i Ludvika kommun i Dalarnas län och utgör ett eget pastorat. 

## Administrativ historik
Ludvika församling bildades omkring 1652 genom en utbrytning som kapellag under Grangärde församling.
Församlingen ingick till 1 maj 1863 i pastorat med Grangärde församling som moderförsamling för att därefter utgöra ett eget pastorat.
Före 1963 var församlingen delad av kommungräns och därför hade den två församlingskoder, 201600 för delen i Ludvika landskommun och 208500 för delen i Ludvika stad.

## Kyrkoherdar
| Ämbetstid | Namn                 | Levnadstid | Övrigt                             |
| --------- | -------------------- | ---------- | ---------------------------------- |
| 1864–1897 | Axel Wahlbäck        |            |                                    |
| 1897–1913 | Sixtus Berthelsson   |            | 1913–1915 fanns endast hjälppräst. |
| 1915–1924 | Henrik Löfquist      |            |                                    |
| 1925–1952 | Isidor Sundberg      |            |                                    |
| 1952–1970 | Simon Forshem        |            |                                    |
| 1971–1979 | Tor Berghard         |            |                                    |
| 1980–1986 | Helge Björkman       |            |                                    |
| 1986–2000 | Torbjörn Claesson    |            |                                    |
| 2000–2008 | Kajsa-Britta Frogner |            |                                    |
| 2008–2010 | Martin Jakobsson     |            |                                    |
| 2011–2020 | Gunnar Persson       |            |                                    |

### Komministrar
| Ämbetstid | Namn                 | Levnadstid | Övrigt                                    |
| --------- | -------------------- | ---------- | ----------------------------------------- |
| 1780–1788 | Eric Ugla            | 1740–1788  |                                           |
| 1790–1797 | Pehr Wedenberg       | 1759–1797  |                                           |
| 1797–     | Johan Petter Arnberg |            | Senare kyrkoherde i Ramsbergs församling. |
| 1813–1823 | Daniel Sannberg      | 1780–1823  |                                           |
| 1825–1829 | Pehr Eric Pettersson | 1787–1829  |                                           |
| 1831–     | Johan Nordwall       | 1780–      |                                           |

## Organister
| Verksam   | Namn                   | Levnadstid |
| --------- | ---------------------- | ---------- |
| 1950–1964 | Anders Bertil Blomberg | 1901–      |

## Kyrkobyggnader
- Ludvika Ulrika kyrka
- Ludvika Lillkyrka
- Lyvikens kapell (begravningskapell)